# Недаб
Недаб (рум. Nădab) — село у повіті Арад в Румунії. Адміністративно підпорядковане місту Кішинеу-Кріш.
Село розташоване на відстані 423 км на північний захід від Бухареста, 38 км на північний схід від Арада, 83 км на північ від Тімішоари.

## Населення
За даними перепису населення 2002 року у селі проживали 1787 осіб.
Національний склад населення села:
| Національність | Кількість осіб | Відсоток |
| -------------- | -------------- | -------- |
| румуни         | 1565           | 87,6%    |
| цигани         | 210            | 11,8%    |
| угорці         | 11             | 0,6%     |

Рідною мовою назвали:
| Мова      | Кількість осіб | Відсоток |
| --------- | -------------- | -------- |
| румунська | 1776           | 99,4%    |
| угорська  | 10             | 0,6%     |